# گابریل ویدال
گابریل ویدال (اسپانیایی: Gabriel Vidal‎؛ زادهٔ ۵ اکتبر ۱۹۶۹) بازیکن سابق فوتبال اهل اسپانیا است.
از باشگاه‌هایی که در آن بازی کرده‌است می‌توان به باشگاه فوتبال گرانادا، باشگاه فوتبال رئال مایورکا، باشگاه فوتبال ختافه و باشگاه فوتبال لگانیس اشاره کرد.